# Masafumi Hara
Masafumi Hara (jap. 原 正文, Hara Masafumi; * 21. Dezember 1943) ist ein ehemaliger japanischer Fußballspieler.

## Nationalmannschaft
1970 debütierte Hara für die japanische Fußballnationalmannschaft. Hara bestritt fünf Länderspiele. Mit der japanischen Nationalmannschaft qualifizierte er sich für die Asienspiele 1970.